# 卫生部
衛生部，在一個政府之中負責制定衛生政策，以及處理相關事宜的部門。同時對於處理大眾流行疾病發揮至關重要的功能。

## 各国家和地区的衛生部门

### 亞洲
- 不丹衛生部
- 中华人民共和国
  -  中央人民政府卫生部 → 中华人民共和国卫生部 → 中华人民共和国国家卫生和计划生育委员会 → 中华人民共和国国家卫生健康委员会
  -  香港食物及衞生局 → 醫務衞生局
  -  澳门卫生局
- 印度衛生與家庭福利部
- 日本厚生勞動省
- 马来西亚卫生部
- 新加坡衛生部
- 大韓民國保健福祉部
- 中華民國（臺灣）
  -  國民政府內政部衛生司 → 國民政府內政部衛生署 → 國民政府行政院衛生署 → 中華民國衛生部 → 中華民國政府行政院內政部衛生署 → 中華民國政府行政院內政部衛生司 → 行政院衛生署 → 中華民國衛生福利部
- 泰國公共衛生部

### 歐洲
- 比利時聯邦公共衛生公共服務部
- 丹麥衛生部
- 德國聯邦衛生部
- 冰島社會事務和社會保障部
- 立陶宛衛生部
- 荷蘭公共衛生、福利及體育部
- 俄羅斯聯邦衛生部
- 西班牙衛生部
- 烏克蘭衛生部
- 英國衛生及社會關懷部

### 美洲
- 阿根廷衛生部
- 加拿大衛生部
- 美國衛生及公共服務部
  -  美國食品藥品監督管理局

### 非洲
- 肯尼亚卫生部

### 大洋洲
- 紐西蘭衛生部